# レイランド・P76
レイランド・P76（Leyland P76）は、ブリティッシュ・レイランドのオーストラリア現地法人であるレイランド・オーストラリア（Leyland Australia）が製造した大型乗用車である。
当時「111 inのオーストラリア標準ホイールベース」と謳われた大きさで、フォード・ファルコン（Ford Falcon）、ホールデン・キングスウッド（Holden Kingswood）やクライスラー・ヴァリアント（Chrysler Valiant）といった大型の現地モデルが直接の競合車として考えられていた。

## 概要

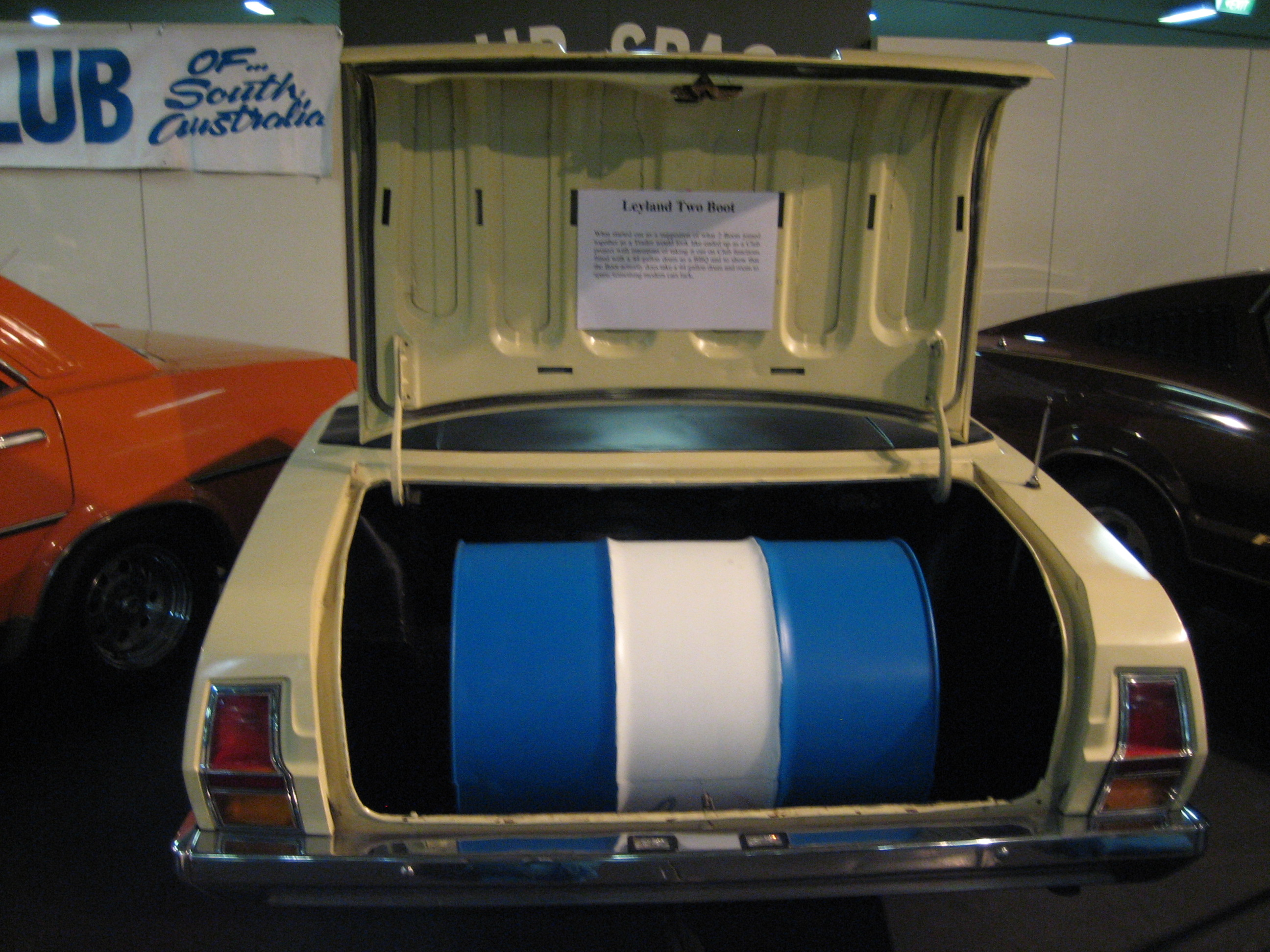
44ガロン入りドラム缶が収納できるトランク

P76以前にレイランド・オーストラリアとその前身のBMC（オーストラリア）は、オーストラリアの自動車市場を占有するこの分野に直接適合する車種を持っていなかった。
以前はBMCとレイランド・オーストラリアはこの分野に1958年のモーリス・マーシャル（Morris Marshal：オースチン・A95のバッジエンジニアリング版）、1962年のオースチン・フリーウェイ（Austin Freeway）とウーズレー・24/80（Wolseley 24/80）（フリーウェイはオースチン・A60にライレー・4/72用のテールライトと特徴ある幅一杯のグリルを付け、元々1622 cc のB-シリーズ エンジンの2.4 L 直列6気筒版を搭載したモデル。ウーズレーはウーズレー・16/60の6気筒エンジン搭載モデル）や1971年のオースチン「X6」タスマンとキンバリー（フェイスリフトを施されたオースチン・1800に2.2 L 6気筒のE-シリーズ エンジンを搭載したモデル）といった様々な車種でこの市場に参入しようと試みていた。
これらのどれもが妥協の産物であり、市場では磐石な地位を築いている現地モデルに対する泡沫の挑戦者として無視された。それにもかかわらず、フリーウェイ、24/80とX6の各車は本国モデルの忠実な模倣車として開発されていた。
1973年に導入されたP76は、その形状から「ウェッジ」（"the wedge"）と綽名され44ガロン入りドラム缶を楽々と飲み込む大きなトランクを備えていた。ステーションワゴン版と「フォース7」（Force 7）クーペが設計されたが、これらは量産には至らなかった。

## P76の名称
P76という名称は、開発中のコードネーム（Project 76）からつけられた。P76という命名とその由来には憶測が渦巻いている。ある話ではこの名称はどうやらブリティッシュ・レイランドの当時の筆頭ドナルド・ストークス（Donald Stokes）の軍隊時代の小隊番号らしいと云われ、別の話ではP76は元々ローバーが設計した車で「P」の文字は出自がローバーであることを表すというものである。ローバーのコードを持つ車には、P4、P5、P6やP8（P8は量産には至らなかったが）といったものがある。
確かなことは、P76は国外の競合車を考慮しないオーストラリア向けに独自に設計/製造された車であり、P76は「"Project 1976"」に由来する車ということである。ローバー・SD1（1976年発表）は、マクファーソン・ストラット前輪サスペンション、アルミニウム製V型8気筒（V8）エンジンや後輪リジッドアクスルといったP76と幾つかの技術的な共通点を持っていた。

## 設計と機構

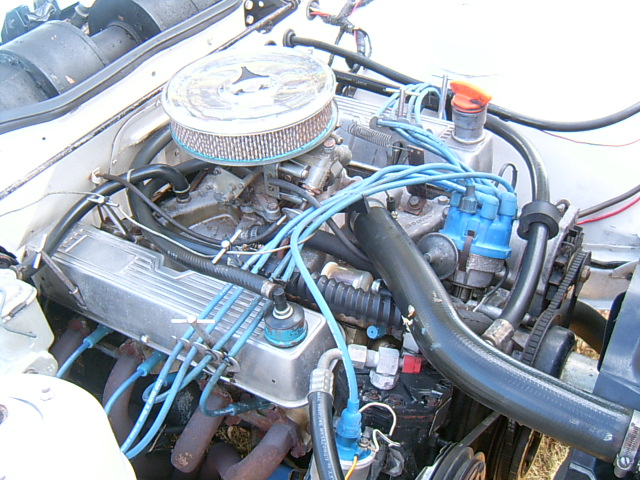
レイランド・P76のV8エンジン

外観のデザインはジョヴァンニ・ミケロッティの作である。ベースモデルは、オースチン・キンバリーとタスマンのものを 2,623 cc に拡大したOHCエンジン、最上級モデルはP76専用のアルミニウム製 4,416 cc のローバー・V8エンジンを搭載していた。この元ビュイック製のV8エンジンの派生型はローバー・3500にも搭載されていた。P76で500 lb (230 kg) 近くの重量軽減が図られ、このほとんどはクライスラー、ホールデンやフォードの鋳鉄製V8エンジン（より大排気量の）に比べ遥かに軽量なアルミニウム製エンジンブロックのお陰であるとレイランド・オーストラリアは主張した。軽い重量は、良好な燃費性能とタイヤの寿命にも貢献すると期待され、オーストラリアでいうフルサイズ級の車の中では最大のトランク容量を持つと云われていた。
来たるオーストラリア設計規則（Australian Design Rules）を先取りした安全装備を備え、前輪ディスクブレーキは全車に標準装備、埋め込み型ドアハンドルと全てのドアに幅一杯のサイドインパクトバーを備えていた。
この車のトランスミッションは全て、既にフォードやクライスラーにもトランスミッションを納入しているボルグワーナー・オーストラリアから購入された。
「平均以外の何か」（"Anything but average"）と宣伝されたP76であったが、技術的には保守的な造りの車であった。
当時のオーストラリアでこのクラスにしては先進的な機構としてラック・アンド・ピニオン式ステアリング、倍力装置付きディスクブレーキ、マクファーソン・ストラット前輪サスペンション、前ヒンジのボンネット、接着式ウインドスクリーン、コンシールド式ワイパーを、お馴染みのものとしてはオーストラリア製ボルグワーナーのトランスミッション（3速コラムシフトで）と後輪リジッドアクスルを備えていた。
構造的な強度には特に注意が払われ、ブリティッシュ・レイランドの技術陣はこれに注力した。この問題は車のボディを構成するパネルの数を減らすことで実現され、これはミニより僅か5枚多いだけと云われる特筆すべき215枚という少なさであった。
疑いなくP76は競合車よりも遥かに優れた車であったし、もしレイランド・オーストラリアが全てのP76シリーズを開発していたらレイランド車はオーストラリア市場で大きな地位を確立したであろう。
P76の生産が終了した当時、レイランドはE6型エンジン搭載車に替わるV型6気筒（V6）エンジン搭載車を開発していた。このV6エンジンは、P76の4.4 L V8エンジンから後の2気筒分を削った派生型であった。
P76のモデル中に弱点があったとすれば、それは6気筒エンジン搭載車であった。これはP76のV8エンジン搭載モデルが6気筒モデルよりも販売数が多かったという事実が証明していた。当時のオーストラリア市場では、レイランドの競合他社でもV8エンジン搭載モデルの販売数は総販売数の僅か5%でしかなかった。

## 市場での動向
V8エンジン搭載モデルが1973年の『ホイール』誌（Wheels magazine）でカー・オブ・ザ・イヤーを獲得したにもかかわらず、部品製造業者のストライキによる部品調達量の制限、ゼトランド（Zetland）にあるレイランド・オーストラリアの工場での生産上の問題による車自体の供給制限、P76の発売と最初のオイルショックの時期が重なりガソリン価格の高騰といった様々な問題によりP76の販売は悪影響を受けた。この結果、全ての大型車の需要が冷え込んでいた。
車に対しては全般的に好意的な報道と消費者の反応が得られたものの販売は期待した数には届かなかった。
ブリティッシュ・レイランドはP76を英国でも販売する予定だと発表したが、この計画が実現する前にP76の生産は終了した。
P76は、1974年のワールドカップ・ラリーで優勝しタルガ・フローリオ杯を獲得した。レイランド・オーストラリアはこの勝利を記念してV8スーパーにスポーツ仕様のホイールとハンドルを装着し、ボディ側面にストライプの入った特別塗色の限定モデル「タルガ・フローリオ」を発売した。

## 未発売のP76の派生モデル

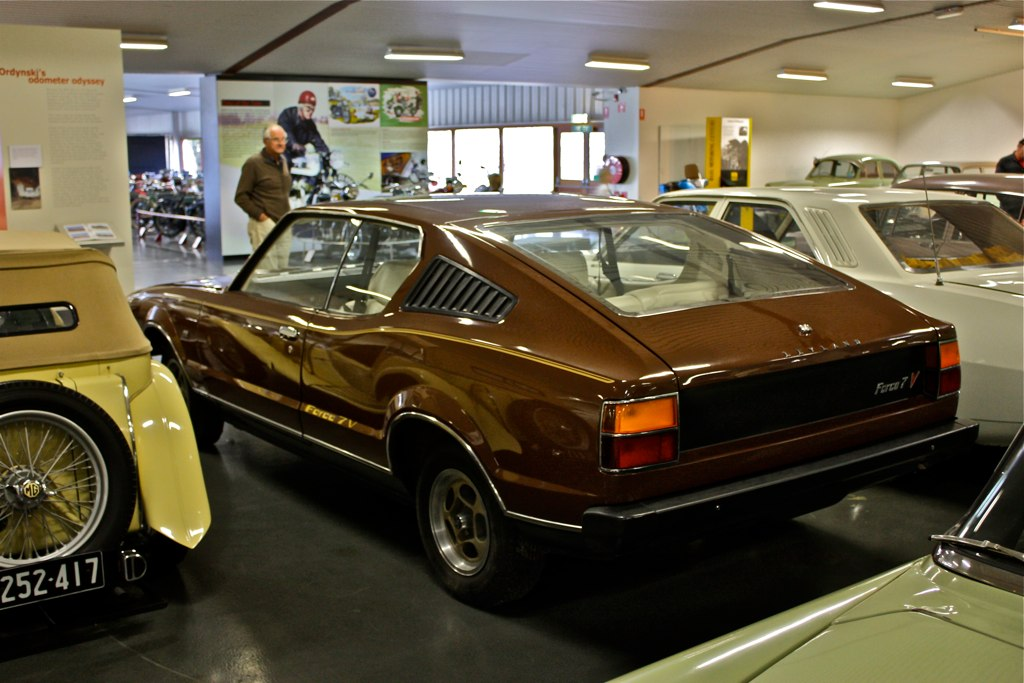
レイランド・フォース7

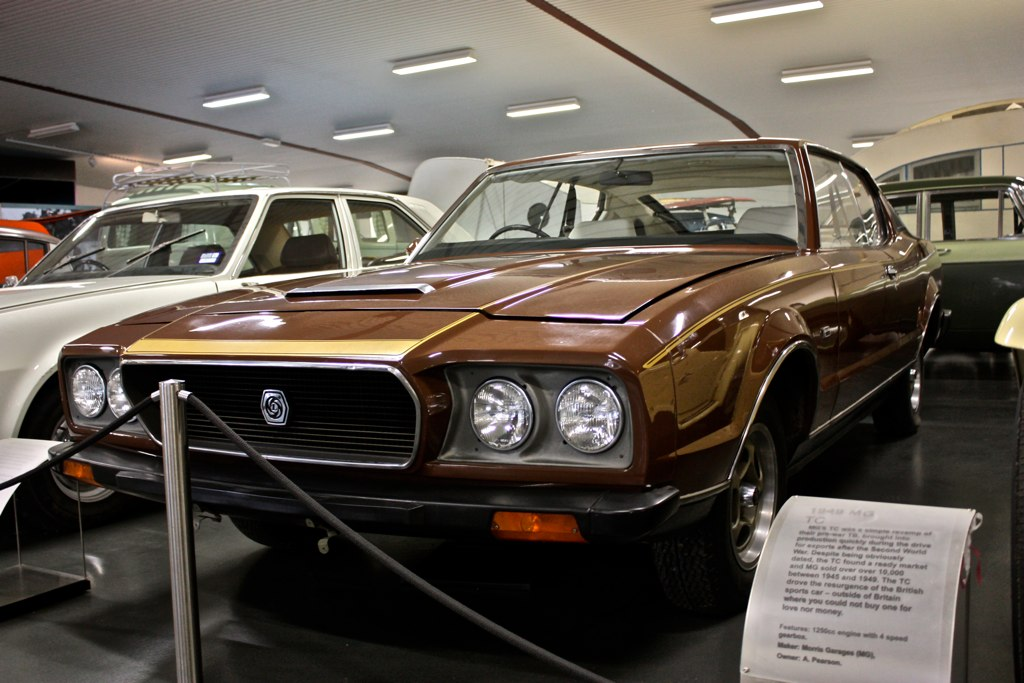
Birdwoodの国立自動車博物館に所蔵されているレイランド・フォース7

1974年にクーペのフォース7が発表されたが販売はされなかった。6気筒エンジンを搭載したベースのフォース7、V8エンジンのフォース7Vと最高級モデルのツアー・ド・フォース（Tour de Force）が用意される予定であった。この車は後部に大きなハッチバック・ドアを持っている点が異色で、オーストラリアで生産されたこの種のものでは初めてのことであり、セダンと共通のボディパネルはほとんど無かった。発売された当時、レイランド・オーストラリアは同年中にはエステート版を追加すると予定があると発表し、セダンの構造とボディパネルの多くを共有するが、より切り立ったリアドアのフレームを持つステーションワゴン（エステート）が少なくとも2台、もしかしたら3台製造された。この中の1台はレイランド・オーストラリアから衝突テストを請け負ったフォード・オーストラリアで破壊され、もう1台はメーカーの雑務車として使用された。1台は個人のコレクションとなり現在はレストア途上であり、この車がメーカーの雑務車そのものかもしれない。この車はフォース7と同じオークションに単体で出品され、最終生産車と共に2台で売却された。しかし、一般に販売された形跡は無い。

## 結末
1969年にレイランド・オーストラリアは、オーストラリア向けの大型車の製造の推進を認めた。この車が発売されたときにレイランド・オーストラリアは8,600万UK£近くの債務超過の状態であったといわれており、P76開発の資金のために同額を借り入れた。P76は、かき集められた僅か2,000万AU$で設計、製造された。これは英国本国でもメーカー（BLMC）にとり財政的、企業運営的にも試練の時代でもあった。それ故この車の市場での成功は、レイランドのオーストラリアでの生き残りを懸けた重要問題と見られていた。ゼトランドのレイランド工場は1974年10月に閉鎖されP76の生産は中止されたが、ニュージーランドでは1976年まで組み立てが続けられ、V8エンジン搭載モデルの販売が良好であった。
レイランド・オーストラリアは、56台かそれ以上のフォース7を製造し、この大部分は1975年のオークションに出品される8台の希少価値を高めるために工場で破壊された。レイランド・オーストラリアは最後の8台のフォース7 クーペの試作車を一般のオークションに出し、これらは全車共に現存し個人オーナーの下で実際に日常的に使用されている。オメガ・ネイビー塗色で白内装のもう1台は英国に送られ、暫くの間ストークス卿により使用された。この車は後に個人コレクターに売却され、この2年でニュージーランドのコレクターの手に渡り、現在もその手元にある。南オーストラリア州、バードウッドミル（Birdwood Mill）にある国立自動車博物館（National Motor Museum）にある1台はレイランド・オーストラリアから永久貸与されている。
小型の兄弟車でこれもミケロッティによりデザインされたP82がモーリス・マリーナ（Morris Marina）の代替として企画されたが生産されなかった。

## P76の現在
P76は、この車に多大なる熱意を傾ける所有者により大切に維持されている。オーストラリアとニュージーランドに少なくとも7つの全国的なオーナーズ・クラブがある。
P76の生産終了後にレイランド・オーストラリアは、エンフィールド（Enfield）で商用車やバスと共にミニとミニ・モークの現地生産を限定的に行った。

## P76の生産台数
| モデル         | 仕様             | 車種コード | 生産台数                            |
| -------------- | ---------------- | ---------- | ----------------------------------- |
| デラックス     | コラムAT、6気筒  | 2C26       | 2,118台                             |
| デラックス     | コラムMT、6気筒  | 2N26       | 2,342台                             |
| デラックス     | 4速MT、6気筒     | 2M26       | 516台                               |
| デラックス     | コラムAT、V8気筒 | 2C44       | 1,532台                             |
| デラックス     | コラムMT、V8気筒 | 2N44       | 1,281台                             |
| デラックス     | 4速MT、V8気筒    | 2M44       | 380台                               |
|                |                  |            | 合計8,169台                         |
| スーパー       | コラムAT、6気筒  | 3C26       | 1,132台                             |
| スーパー       | TバーAT、6気筒   | 3A26       | 380台                               |
| スーパー       | 4速MT、6気筒     | 2M26       | 719台                               |
| スーパー       | コラムAT、V8気筒 | 3C44       | 1,928台                             |
| スーパー       | TバーAT、V8気筒  | 3A44       | （タルガ・フローリオを含む）2,256台 |
| スーパー       | 4速MT、V8気筒    | 3M44       | 1,047台                             |
|                |                  |            | 合計7,462台                         |
| エクゼクティヴ | TバーAT、V8気筒  | 4A44       | 2,376台                             |
|                |                  |            | 合計2,376台                         |

生産台数は、James Mentiplay and the Leyland P76 Owners Club of WAによる。